# Nikudin Rock
Nikudin Rock (englisch; bulgarisch скала Никудин skala Nikudin) ist ein hoher und abgerundeter Klippenfelsen im Archipel der Südlichen Shetlandinseln. Vor der Nordküste von Greenwich Island liegt er 2,25 km westnordwestlich von Emeline Island, 1,3 km nördlich bis östlich von Stoker Island und 4 km ostsüdöstlich von Romeo Island. Vom Holmes Rock ostnordöstlich von ihm trennt ihn eine 150 m breite Meerenge. Sein Durchmesser beträgt 180 m und er ist in nordost-südwestlicher Ausrichtung gespalten.
Britische Wissenschaftler kartierten ihn 1968. Die bulgarische Kommission für Antarktische Geographische Namen benannte ihn 2013 nach der Ortschaft Nikudin im Südwesten Bulgariens.